# François d'Alteroche
François d'Alteroche, né en 1935 en Lozère, est un ecclésiastique français. Fidei donum en Amérique-du-Sud, il fut de 1982 à 1991 administrateur apostolique d'Ayaviri, (Pérou), ayant qualité de prélat.

## Origines familiales
François d'Alteroche est né dans une  ancienne famille bourgeoise originaire du Gévaudan, issue d'Antoine d'Alteroche (1575-1667), propriétaire du domaine de La Petge à Blavignac, (Lozère). *Pierre(1) d'Alteroche (1642-1713), était maître charpentier . *Pierre(2) d'Alteroche (né en 1704), était étudiant en théologie. *Joseph d'Alteroche (1873-1942), était notaire à Aumont-Aubrac, maire de Javols. *Louis d'Alteroche (1899-1943), était chef d'entreprise (fabrication de feldspath). 
François d'Alteroche est le fils  de Louis d'Alteroche. *Son frère aîné (né en 1927), magistrat, était premier président de la cour d'appel de Riom (Puy-de-Dôme), maire de Javols, chevalier de la Légion d'Honneur.

## Biographie
François d'Alteroche est né dans le diocèse de Mende. Issu d'une fratrie de 6 frères, il a pour oncle le père Joseph de Finance, de la Compagnie de Jésus. Dans le sillon de son ami Louis Dalle, il se rend en Amérique du Sud comme missionnaire. Ils s'installent quelques années ensuite dans la prélature d'Ayaviri, qui a été érigée en 1958. Louis Dalle en devient prélat en 1971. Il meurt dans un accident de voiture en 1982. François d'Alteroche prend alors sa suite.
Depuis 1991 il partage son temps (moitié de l'année) entre le Pérou et la Lozère. Il reçoit du pape Benoît XVI le titre de prélat honoraire en 2006.

## Publication
- Des Monts d'Aubrac au cœur des Andes, Paris, Karthala, coll. « Signes des Temps », 2012, 216 p. (ISBN 978-2-8111-0741-3)

## Sources et références
1. ↑  Pierre-Marie Dioudonnat, Le Simili-Nobiliaire-Français, ed. Sedopols, 2012, p.51
2. ↑  (fr) Diocèse de Mende